# Мауритана (Козенца)
Мауритана је насеље у Италији у округу Козенца, региону Калабрија.
Према процени из 2011. у насељу је живело 24 становника. Насеље се налази на надморској висини од 1085 м.